# Ерохин, Михаил Емельянович
Михаил Емельянович Ерохин (21 ноября 1898, Козельский уезд, Калужская губерния — 27 сентября 1959, Винница) — советский военный деятель, гвардии генерал-майор (1942 год).

## Биография
Михаил Емельянович Ерохин родился 21 ноября 1898 года в деревне Деревенька.

### Первая мировая и гражданская войны
В феврале 1917 года был призван в ряды Русской императорской армии и направлен в учебную команду, после окончания которой был назначен на должность командира отделения и принимал участие в боевых действиях на Западном фронте. В ноябре был демобилизован из рядов армии в чине младшего унтер-офицера и тогда же вступил в ряды Красной гвардии, после чего был назначен на должность младшего командира 1-го Советского полка. С марта по май 1918 года Ерохин находился в запасе, после чего был призван в ряды РККА, после чего служил красноармейцем в Сухиническом райвоенкомате и Козельском вербовочном отряде.
В марте 1919 года был направлен на учёбу на Калужские командные курсы, после окончания которых в ноябре того же года был назначен на должность командира взвода в составе 2-й степной отдельной бригады. В январе 1920 года был переведён в 314-й Кустанайский стрелковый полк, где служил на должностях командира роты, начальника полковой школы и командира батальона. Вскоре назначался на должности командира батальона в составе 19-го и 13-го стрелковых полков, а в сентябре 1920 года — на должность командира роты 4-го полка. Принимал участие в боевых действиях на Южном, Восточном и Туркестанском фронтах.

### Межвоенное время
В августе 1925 года был направлен на учёбу в Киевскую объединённую пехотную школу, после окончания которой в сентябре 1927 года был назначен на должность командира роты в составе 250-го стрелкового полка, в мае 1929 года — на должность начальника и политрука полковой школы 164-го стрелкового полка, а в мае 1932 года — на должность командира 9-го отдельного местного стрелкового батальона.
В 1936 году Ерохин закончил стрелково-тактические курсы «Выстрел» и в августе 1939 года — на должность командира 271-го стрелкового полка, после чего принимал участие в боевых действиях в ходе советско-финской войны.
В мае 1940 года был назначен на должность заместителя командира 132-й стрелковой дивизии (Харьковский военный округ).

### Великая Отечественная война
С июля 1941 года Ерохин формировал 24-ю дивизию народного ополчения Тимирязевского района Москвы, а затем в том же месяце был назначен на должность командира 298-й стрелковой дивизии, которая вскоре принимала участие в ходе Орловско-Брянской оборонительной операции, во время которой дивизия попала в окружение, однако 19 октября полковник Ерохин сумел вывести её несколькими колоннами с лёгким вооружением в район расположения 49-й армии.
В декабре был назначен на должность командира 29-й стрелковой бригадой, которая принимала участие в ходе контрнаступления под Москвой и освобождения Клина. 13 декабря 1941 года Ерохин организовал передачу первого в истории Великой Отечественной войны ультиматума о сложении оружия и сдаче в плен командованию окруженных в клину германских войск. Парламентерами стали добровольцы 29-й стрелковой бригады помощник командира роты 310‑го отдельного пулеметного батальона младший лейтенант Владимир Романович Берге, командир отделения того же батальона сержант Дмитрий Самойлович Лямин, красноармеец 1‑го лыжного батальона Евгений Иванович Развадовский.. В январе 1942 года бригада была преобразована в 1-ю гвардейскую.
В марте был назначен на должность командира 5-й гвардейской, а в августе — на должность командира 324-й стрелковой дивизии, после чего принимал участие в боевых действиях в районе пгт Думиничи и города Жиздра (Калужская область). В апреле 1943 года был назначен на должность командира 150-й стрелковой бригады, на базе которой была сформирована 173-я стрелковая дивизия.
15 июля Ерохин был назначен на должность заместителя командира 81-го стрелкового корпуса, одновременно до 5 октября того же года временно командовал этим корпусом. С 18 января по 11 апреля 1944 года вновь командовал 81-м стрелковым корпусом, который вёл боевые действия юго-восточнее Витебска, а с февраля по апрель находился в резерве Ставки Верховного Главнокомандования. В мае Ерохин был вновь назначен на должность заместителя командира этого же корпуса, который принимал участие в ходе Белорусской наступательной операции.
8 октября был вновь назначен на должность командира 324-й стрелковой дивизией, а с ноября вновь исполнял должность заместителя командира 81-го стрелкового корпуса, принимавшего участие в ходе Млавско-Эльбингской и Восточно-Прусской наступательных операций, во время которых освободил города Ликк, Биалла, Нойендорф, Райн и Рудшанни. В начале апреля 1945 года корпус принимал участие в ходе штурма Кёнигсберга. За умелое управление частями корпуса и проявленные при этом мужество и героизм генерал-майор Михаил Емельянович Ерохин был награждён орденом Красного Знамени.

### Послевоенная карьера
После окончания войны Ерохин находился на прежней должности в Киевском военном округе. В марте 1946 года был назначен на должность заместителя командира 27-го гвардейского стрелкового корпуса в составе этого же округа, а с октября 1952 года находился в распоряжении командующего войсками округа и в феврале 1953 года был назначен на должность председателя Винницкого областного комитета ДОСААФ.
Генерал-майор Михаил Емельянович Ерохин в октябре 1954 года вышел в запас. Умер 27 сентября 1959 года в Виннице.

## Награды
- Орден Ленина;
- Пять орденов Красного Знамени;
- Орден Богдана Хмельницкого 2 степени;
- Орден Отечественной войны 1 степени;
- Медали.